# Leifiporia
Leifiporia is een geslacht van schimmels behorend tot de familie Polyporaceae. De typesoort is Leifiporia rhizomorpha.

## Soorten
Volgens Index Fungorum telt het geslacht twee soorten (peildatum februari 2023): 
| Soortnaam              | Auteur(s)                              | Publicatiejaar |
| ---------------------- | -------------------------------------- | -------------- |
| Leifiporia eucalypti   | (Ryvarden) Y.C. Dai, F. Wu & C.L. Zhao | 2016           |
| Leifiporia rhizomorpha | Y.C. Dai, F. Wu & C.L. Zhao            | 2016           |